# 라디오 성경
라디오 성경은 대한민국의 라디오 채널 cpbc FM에서 방송했던 라디오 프로그램이다.

## 역사
2015년 4월 20일에 첫방송을 시작했으며, 원래는 밤 12시에 방송됐으나, 2015년 10월 19일부터 새벽 1시로 이동하여 방송하다가, 2019년 12월 1일 방송을 마지막으로 4년만에 폐지되었다.

## 역대 방송시간
| 방송 채널 | 방송 기간                          | 방송 시간                  |
| --------- | ---------------------------------- | -------------------------- |
| cpbc FM   | 2015년 4월 20일 ~ 2015년 10월 18일 | 매일 밤 12:00 ~ 새벽 1:00  |
| cpbc FM   | 2015년 10월 19일 ~ 2019년 12월 1일 | 매일 새벽 1:00 ~ 새벽 2:00 |